# 3-фосфогліцеринова кислота
3-Фосфогліцеринова кислота (3PG) - кон'югат кислоти гліцерату 3-фосфату (GP). Гліцерат є біохімічно значущим метаболічним проміжним в гліколізі і в циклі Кальвіна. Цей аніон часто називають PGA при зверненні до циклу Кальвіна. У циклі Кальвіна 3-фосфогліцерат є продуктом спонтанного розщеплення нестійкого 6-вуглецевого проміжного матеріалу, що утворюється при фіксації СО2. Таким чином, два еквіваленти 3-фосфогліцерату виробляються для кожної молекули СО2, що фіксується. 

## Цикл Кальвіна
У незалежних від світла реакціях (також відомих як цикл Кальвіна) синтезуються дві молекули 3-фосфогліцерату, одна з яких продовжує цикл Кальвіна, щоб регенеруватись до RuBP, а іншу - до однієї молекули гліцеральдегіду 3-фосфату (G3P). Це перше з'єднання, що утворюється під час циклу C3 або Calvin. Це реакційноздатна біомолекула, яка легко зменшується.

## Амінокислотний синтез
Гліцерат 3-фосфат також є попередником серину, який, у свою чергу, може створювати цистеїн і гліцин через гомоцистеїновий цикл.